# کازوکی تاکاهاشی
کازوکی تاکاهاشی (انگلیسی: Kazuki Takahashi؛ زادهٔ ۴ اکتبر ۱۹۶۱۱۹۶۱ _ ژوئیهٔ ۲۰۲۲) مانگاکا اهل ژاپن است. وی از سال ۱۹۸۱ میلادی تا ۲۰۲۲ فعالیت داشت. او مشهور بود به کازوکی تاکاهاشی (高橋 和希، تاکاهاشی کازوکی)، یک هنرمند مانگا و سازنده بازی ژاپنی بود که بیشتر به خاطر خلق یو-گی-او شهرت داشت!

## مرگ
در ۶ ژوئیه ۲۰۲۲، در ساعت ۱۰:۳۰ صبح، تاکاهاشی در ۳۰۰ متری (۹۸۰ فوت) ساحل ناگو، اوکیناوا، توسط افسران گارد ساحلی ژاپن پیدا شد. گارد ساحلی پس از اینکه از جابب یک قایق غیرنظامی درحال عبور مطلع شد، جسد کازوکی را پیدا کرد. مشخص بود که او چند روز قبل از اینکه جسدش کشف شود مرده بود، زیرا شواهدی از حضور حیوانات وجشی و لاشخور برای مدتی در محل جسد وجود داشت. تاکاهاشی در زمان مرگش لباس غواصی به تن داشت. از ۷ ژوئیه ۲۰۲۲، گارد ساحلی ژاپن در حال انجام تحقیقات در مورد این حادثه است.